# Streptocaulus chonae
Streptocaulus chonae är en nässeldjursart som beskrevs av Ansin Agis, Ramil och Vervoort 200. Streptocaulus chonae ingår i släktet Streptocaulus och familjen Aglaopheniidae. Inga underarter finns listade i Catalogue of Life.